# Visual Approach Slope Indicator
Visual Approach Slope Indicator, forkortet VASI, er engelsk for "visuel indflyvningsvinkel-indikator": Det er et system af specielle to-farvede lamper der bruges ved landingsbaner i lufthavne til at hjælpe piloter der skal lande, med at følge den ideelle nedstigningsvinkel på det sidste stykke af landingen.

## Sådan virker VASI
En landingsbane kan være udstyret med VASI i den ene eller begge ender: Nær banens tærskel (baneende) findes to specielle lamper lige ved siden af banen, den ene et lille stykke bag den anden. Lamperne sender rødt og hvidt lys ud mod de fly der kommer ind til landing, afhængigt af hvilken retning man ser dem fra: Fra et landende fly der ligger over den ideelle nedstigningsvinkel ses hvidt lys, mens man fra et punkt under den ideelle vinkel ser rødt lys.
På grund af afstanden mellem de to lamper vil der være en smal zone hvor man vil se hvidt lys fra den forreste lampe, og rødt fra den fjerneste lampe, og denne zone markerer lige netop den tilsigtede indflyvingsvinkel. Hvis et fly flyver "for lavt" i forhold til den korrekte indflyvningsvinkel ses begge lamper som røde, mens man over den korrekte vinkel ser begge lamper som hvide.

### "Huske-remser"
Der findes nogle forskellige små rim der kan hjælpe med at huske betydningen af de forskellige kombinationer af rødt og hvidt lys fra et VASI-system:
- Red over red; you'll conk your head!
- Red over white; you're all right!
- White over white; you'll soon be out of sight!

## VASI med tre farver
Der findes en speciel variant af VASI-systemet, der benytter én lampe med tre forskellige farver: Lige omkring den tilsigtede indflyvningsvinkel ses hvidt lys, under indflyvningsvinklen rødt lys, mens man over indflyvningsvinklen ser orangegult lys.
Denne type benyttes næsten ikke,[kilde mangler] fordi man i grænseområdet mellem det røde og hvide lys kan opfatte lyset som orangegult. Rammes piloten af denne illusion, vil han/hun styre lidt mere nedad i den tro at flyet er på vej op i den orangegule zone over den ideelle vinkel, selv om det i virkeligheden ligger i underkanten af det tilsigtede område i forvejen.